# Paul Waaktaar-Savoy
Paul Gamst Waaktaar (Oslo, Noruega, 6 de septiembre de 1961) es un músico y compositor noruego, conocido por ser miembro de la banda musical, A-ha junto a Morten Harket y Magne Furuholmen.
Con un año de edad la familia se trasladó a Manglerud donde nació Magne Furuholmen quien se convertiría en su vecino y mejor amigo. En el colegio estaban separados por un curso (Magne nació en 1962).
Es un artista que a lo largo de su carrera musical ha ocupado numerosos puestos: como miembro de a-ha (como sobre todo se le conoce) destaca en la composición de temas y como guitarrista; en Bridges desempeña el papel de vocalista, guitarrista y compositor; en Savoy (banda) (su propia banda) es el pilar del grupo en el que desempeña los papeles de vocalista, guitarrista, compositor, programación e incluso se ocupa de los teclados y la percusión (no batería).

## Biografía
Paul y Magne crecieron juntos en Oslo. El interés de ambos por la música pronto despertó y juntos estuvieron en varias bandas: una llamada "Spider Empire" y en 1976 formaron Bridges junto al bajista Viggo Bondi y el batería Øystein Jevanord (en lugar de Erik Haglien). El 27 de mayo de 1977, Bridges dio su primer concierto en el club de Oslo "Chateur Neuf".

### 1980s
En el verano de 1980, Bridges lanza en Noruega su primer y único LP, Fakkeltog. Su segundo álbum Poem nunca fue terminado. Por aquel entonces Paul desempeñaba el papel de vocalista, guitarrista y compositor.
Con la formación de a-ha (Magne Furuholmen, teclados y Morten Harket, vocalista) en septiembre de 1982, Paul pasaría a ser el guitarrista y el mayor compositor del grupo.
El éxito de Paul durante los 80 viene dado por A-ha.

### 1990s
El 21 de diciembre de 1991 Paul se casa con Lauren Savoy, su novia desde el colegio, en el restaurante "Østmarkseteren" en el que también tuvo lugar el banquete. Paul decidió cantar la canción Angel In The Snow como regalo de bodas. Dicha canción es recogida en el álbum de a-ha Memorial Beach con Morten en la voz.
Con la ruptura de a-ha en 1994, Paul forma el grupo Savoy (banda) junto a su mujer y el batería Frode Unneland con el que ha recibido la mejor crítica de su carrera. El grupo alcanza el éxito en Noruega, el único país en el que sus trabajos han sido lanzados (salvo excepciones).
En 1998 Paul se junta de nuevo con Magne y Morten y a-ha presenta la canción Summer Moved On (de Paul) en el concierto del Premio Nobel de la Paz. El regreso de a-ha se anuncia.
Paul alterna su trabajo con Savoy con el de a-ha. En agosto de 1999 sale el sencillo de Savoy Star y el álbum Mountains Of Time (el 23) en Noruega.
El 3 de agosto de 1999 nace el hijo del matrimonio True August (Augie).

### 2000s
En el 2000 A-ha lanza su álbum de regreso Minor Earth, Major Sky y emprenden una gira. El siguiente álbum de a-ha, Lifelines verá la luz en 2002.
Paul no ha abandonado su banda y en el 2001 y 2004 lanzan en Noruega, respectivamente, Reasons To Stay Indoors y Savoy. Ese mismo año, 2004, se edita la biografía de a-ha The Swing Of Things y el recopilatorio The Singles 1984-2004.
A finales de 2005 a-ha lanza su octavo álbum de estudio Analogue. El siguiente álbum de Savoy no llegará hasta el 6 de agosto de 2007 con el lanzamiento de Savoy Songbook Vol. 1.

## Discografía
Los álbumes de Paul Waaktaar-Savoy desde el comienzo de su carrera son:
- Álbumes con Savoy:
  - Mary Is Coming (1996)
  - Lackluster Me (1997)
  - Mountains Of Time (1999)
  - Reasons To Stay Indoors (2001)
  - Savoy (2004)
  - Savoy Songbook Vol. 1 (2007)
  - See The Beauty In Your Drab Hometown (2018)

- Bridges:
  - Fakkeltog (1980)

- Álbumes con a-ha:
  - Hunting High And Low (1985).
  - Scoundrel Days (1986).
  - Stay On These Roads (1988).
  - East Of The Sun, West Of The Moon (1990).
  - Headlines and Deadlines - The Hits of a-ha (1991).
  - Memorial Beach (1993).
  - Minor Earth Major Sky (2000).
  - Lifelines (2002).
  - How Can I Sleep With Your Voice In My Head (2003).
  - The Singles (1984-2004) (2004).
  - Analogue (2005).
  - Foot of the Mountain (2009).
  - Cast in Steel (2015).
  - MTV Unplugged - Summer Solstice (2017).